# Sibirotherium
Sibirotherium — вимерлий рід докодонтових ссавцеподібних. Він відомий лише з одного виду, Sibirotherium rossicum, відомого з фрагментів щелепи та зубів, знайдених у ранньокрейдовій (аптській) формації Ілек у західному Сибіру, поряд з Khorotherium також із Сибіру, це один із наймолодших докодонтів.